# Římskokatolická farnost Mojžíř
Římskokatolická farnost Mojžíř (lat. Moserna) je církevní správní jednotka sdružující římské katolíky na území městské části Mojžíř a v jejím okolí. Organizačně spadá do ústeckého vikariátu, který je jedním z 10 vikariátů litoměřické diecéze.

## Historie farnosti
První písemná zmínka o farní lokalitě Mojžíř pochází z roku 1352. Již v roce 1365 byla v místě zaznamenána existence plebánie. Matriky jsou vedeny od roku 1785. Od roku 1787 zde byla lokálie a od roku 1851 farnost.

### Duchovní správcové vedoucí farnost
Začátek působnosti jmenovaného v duchovní správě farnosti od:
- 1787 cap. loc. Erasm. Gibitz OSA
- 1802 cap. loc. Nicas. Winkler OFM
- 1805 cap. loc. Wenc. Güttler, n. 19. 12. 1749 Gruppnens, 19. 9. 1773, † 29. 4. 1824
- 1825 cap. loc. Franc. Schoeblitz, n. 24. 12. 1781 in Teplitz, o. 31. 8. 1807, † 20. 5. 1839
- 1840 cap. loc. Franc. Ehmig, n. 30. 1. 1802 Atschav., o. 4. 9. 1827
- 1841 cap. loc. Anton. Weinberger, n. 21. 8. 1794 Kralupp, o. 24. 8. 1821
- 1847 cap. loc. vacat, admin. Jos. Waldert
- 1848 cap. loc. Franc. Ehmig, n. 30. 1. 1802 Atschav, o. 4. 9. 1827
- 1854 chybí katalog
- 1855 Anton. Schubert, n. 4. 8. 1801 Schaboglück, o. 24. 8. 1824
- 1875 Franc. Sendner, n. 23. 1. 1835 Maschau, o. 1. 8. 1859, † 12. 1. 1903
- 1891 Anton Zimmler, n. 16. 1. 1843 Priessnitz, o. 20. 7. 1869, † 28. 2. 1918
- 1903 par. vacat, admin. interc. Franc. Plátek
- 1904 Joann. Filler, n. 3. 3. 1866 Hostěnice, o. 24. 5. 1891, † 28. 6. 1905
- 1906 Alois Marburg, n. 21. 6. 1861 Wildenschwert, o. 11. 5. 1884, † 8. 8. 1925
- 1926 par. vacat, admin. interc. Anton. Gampe
- 1927 Adolp. Žák, n. 7. 5. 1885 Lažinov, o. 17. 7. 1910
- 1939 par. vacat, admin. interc. Augustin Volkery, n. 22. 8. 1875 Ochtrup, o. 17. 7. 1904 Litoměřice, † 13. 12. 1965 Ochtrup
- 1. 8. 1939 Oscar Fuchs, n. 27. 4. 1893 Brüx, o. 2. 7. 1918
  - 1945 Rudolf Jenatschke, výpomocný duchovní, n 11. 12. 1879 Neštěmice, o. 17. 7. 1904 Litoměřice, † 22. 10. 1947 Řezno
- 1. 12. 1952 Josef Havelka
- 1. 5. 1955 Otakar Moc, administrátor (při příležitosti 50. narozenin od 1. 2. 1968 jmenován osobním farářem[3])
- 15. 2. 1969 Jan Bláha
- 1. 8. 1975 Viktor Maretta
- 1. 10. 1990 Antonín Sporer, n 7. 5. 1940 Malacky, o.  21. 12. 1965 Praha, † 12. 3. 2016 Jilemnice
- 1. 11. 1990 Hynek Šťastný
- 15. 8. 1991 Viktor Maretta
- 1. 2. 1992 Hynek Šťastný
- 1. 6. 2008 Josef Mazura, administrátor exc. z Ústí nad Labem-Střekov[4]

Kromě kněží stojících v čele farnosti, působili ve farnosti v průběhu její historie i jiní kněží. Většinou pracovali jako farní vikáři, kaplani, katecheté, výpomocní duchovní aj.

### Významní kněží rodáci
- Rudolf Jenatschke, n. 11. 12. 1879 Neštěmice, o. 17. 7. 1904 Litoměřice, † 22.–23. 10. 1947 Řezno[5]

## Území farnosti
Do farnosti náleží území těchto obcí:
- Mojžíř (Mosern[p 2])
- Blansko (Blankenstein[p 2])
- Mírkov (Mörkau[p 2])
- Neštědice (Nestersitz[p 2])
- Neštěmice (Nestomitz[p 2])
- Ryjice (Reindlitz[p 2])
- Veselí (Wesseln[p 2])

## Římskokatolické sakrální stavby a místa kultu na území farnosti
| | Fotografie | Stavba                       | Místo     | Bohoslužby                      | Zeměpisné souřadnice            | Status        | Číslo kulturní památky                       |
| Kostel | Kostel     | Kostel                       | Kostel    | Kostel                          | Kostel                          | Kostel        | Kostel                                       |
| --- | ---------- | ---------------------------- | --------- | ------------------------------- | ------------------------------- | ------------- | -------------------------------------------- |
| 1. |            | Kostel sv. Šimona a Judy     | Mojžíř    | bližší informace o bohoslužbách | 50°40′54″ s. š., 14°6′53″ v. d. | farní kostel  | 10933/5-5646 (Pk•MIS•Sez•Obr•WD) (Q24352680) |
| Kaple |            |                              |           |                                 |                                 |               |                                              |
| 2. |            | Kaple                        | Mírkov    | bohoslužby příležitostně        | 50°41′43″ s. š., 14°6′52″ v. d. | obecní kaple  | —                                            |
| 3. |            | Kaple                        | Neštěmice | bohoslužby příležitostně        | 50°40′24″ s. š., 14°6′15″ v. d. | obecní kaple  | —                                            |
| Zaniklé sakrální stavby |            |                              |           |                                 |                                 |               |                                              |
| 4. |            | Kaple Navštívení Panny Marie | Mírkov    | nelze sloužit                   | 50°41′25″ s. š., 14°6′48″ v. d. | zbořená kaple | —                                            |
| 5. |            | Kaple Tří králů              | Veselí    | nelze sloužit                   |                                 | zbořená kaple | —                                            |
| Některé drobné sakrální stavby a pamětihodnosti lze dohledat zde v databázi Drobné sakrální památky Zaniklé sakrální stavby lze dohledat zde v databázi Poškozené a zničené kostely, kaple a synagogy v České republice |            |                              |           |                                 |                                 |               |                                              |

Ve farnosti se mohou nacházet i další drobné sakrální stavby, místa římskokatolického kultu a pamětihodnosti, které neobsahuje tato tabulka.

## Příslušnost k farnímu obvodu
Z důvodu efektivity duchovní správy byl vytvořen farní obvod (kolatura) farnosti Ústí nad Labem-Střekov, jehož součástí je i farnost Mojžíř, která je tak spravována excurrendo.

## Galerie

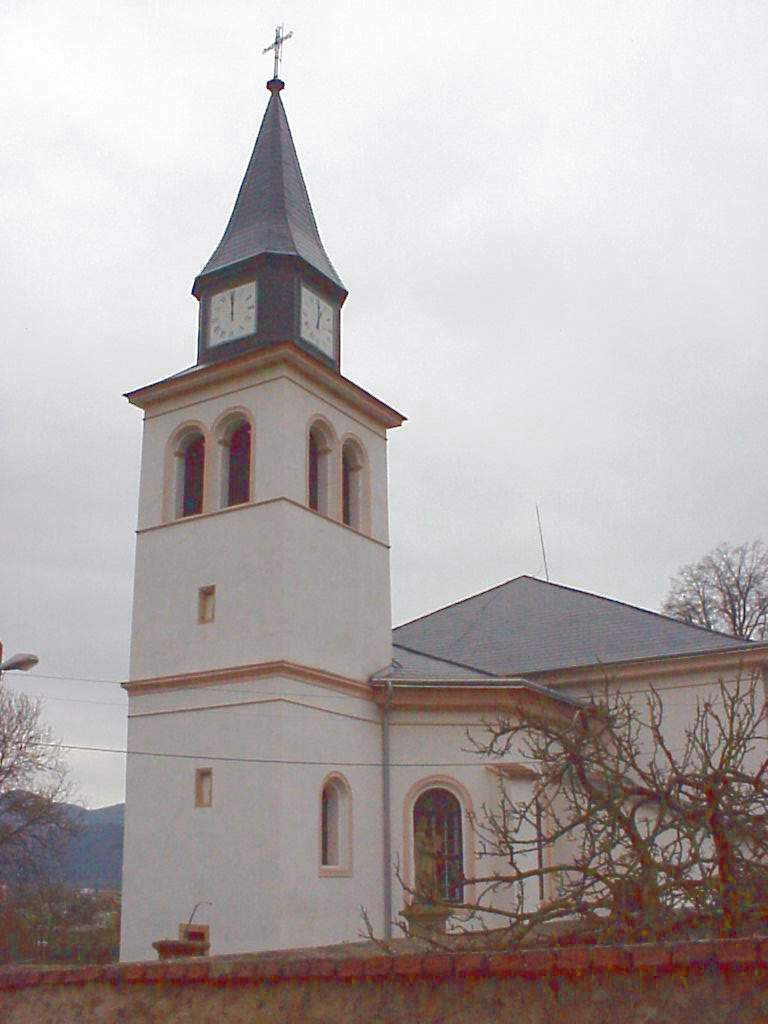
Kostel sv. Šimona a Judy v Mojžíři
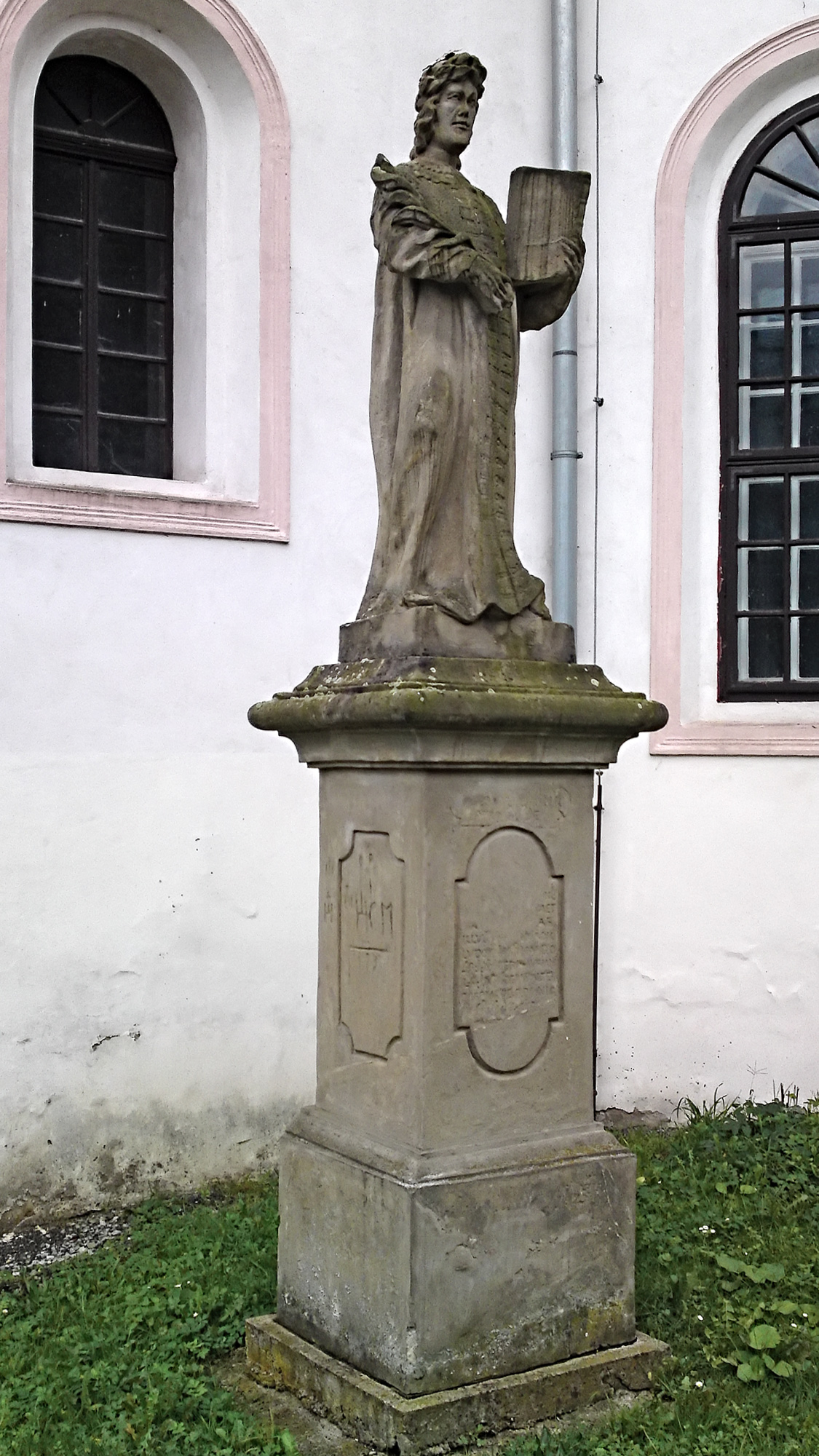
Socha sv. Donáta u mojžířského kostela
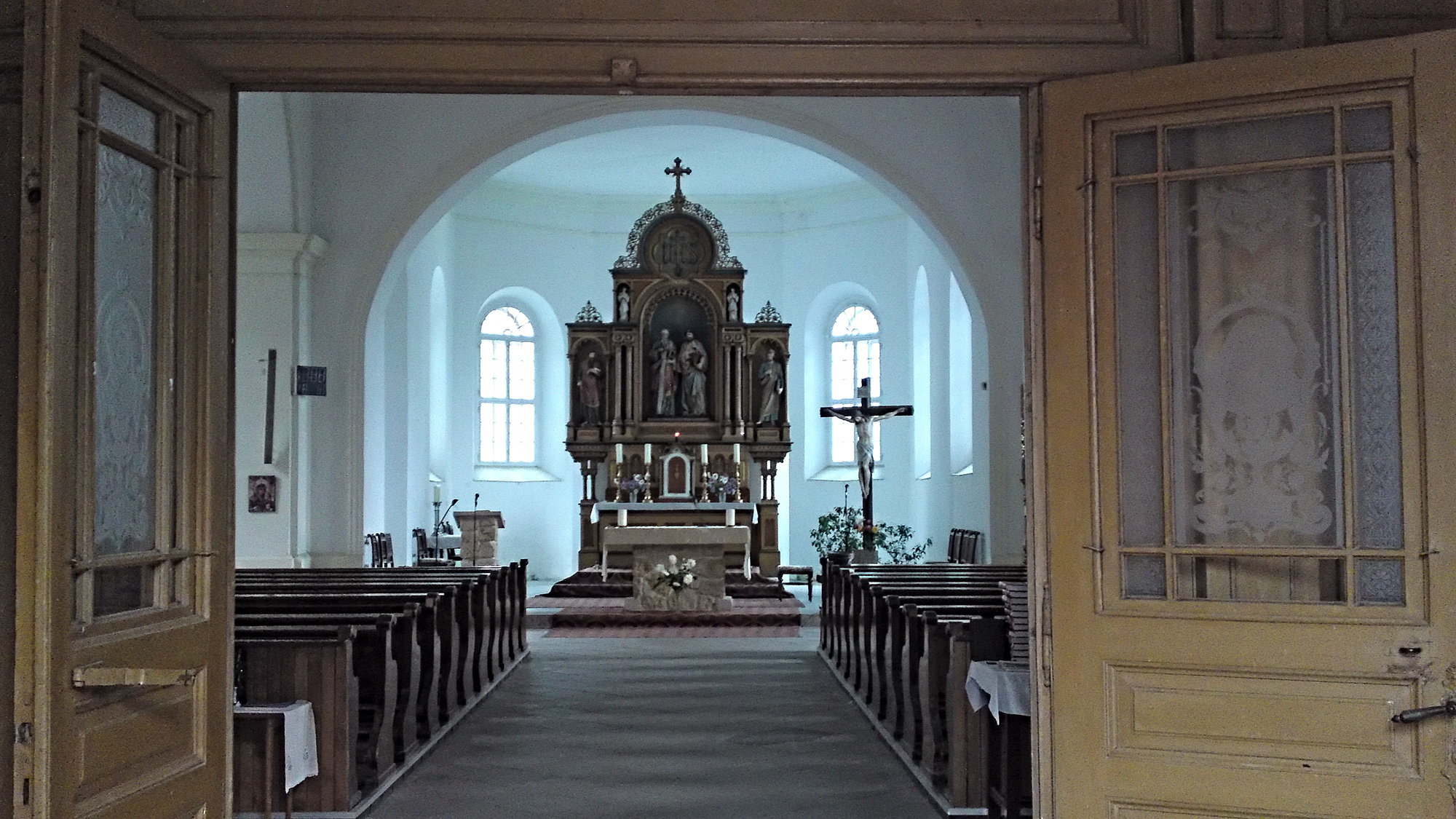
Pohled od dveří do interiéru chrámové lodi v Mojžíři
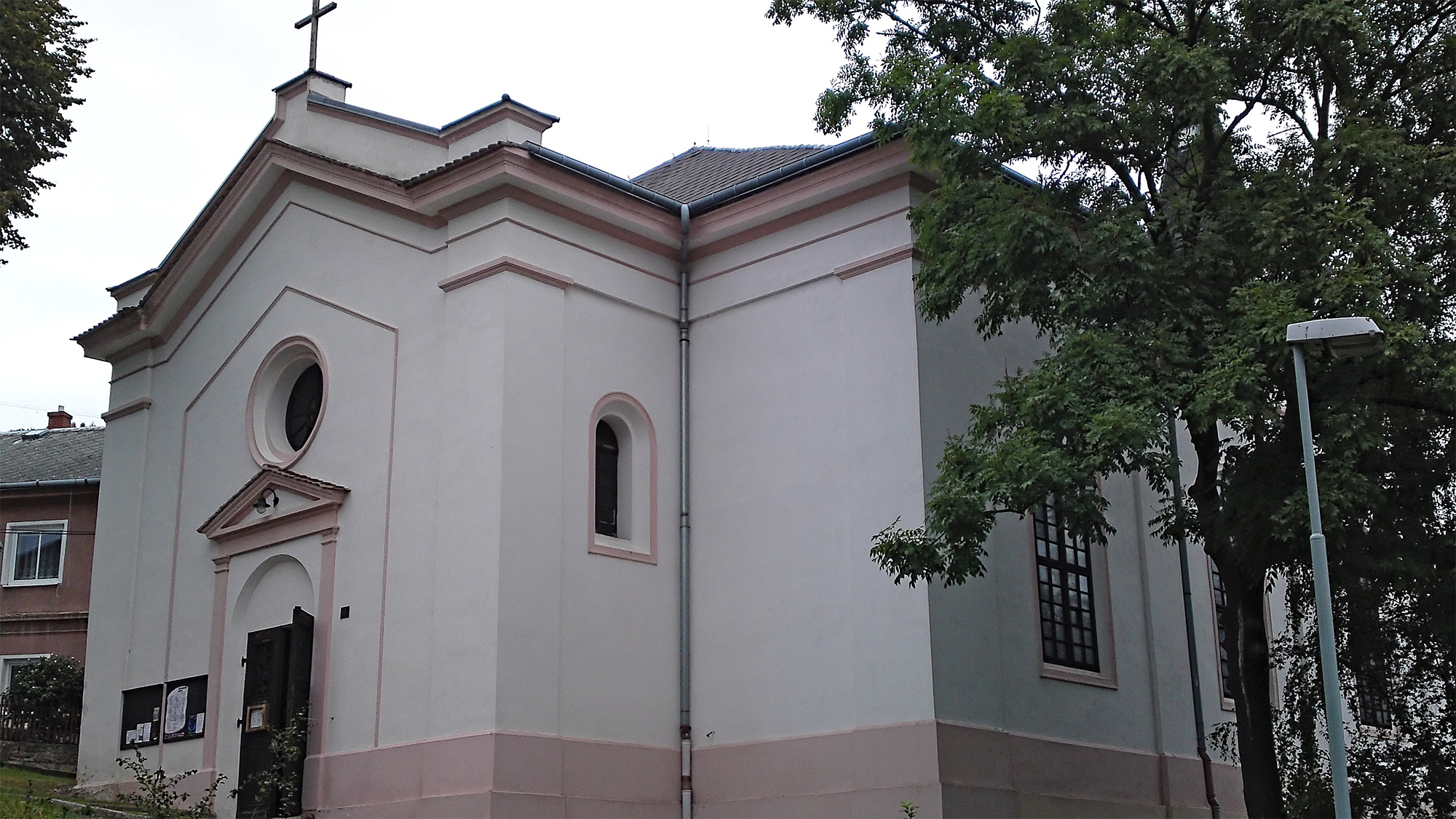
Průčelí kostela sv. Šimona a Judy v Mojžíři
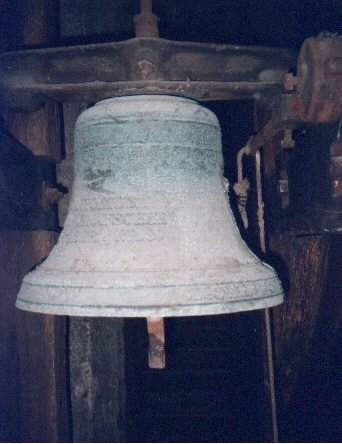
Zvon mojžířského kostela
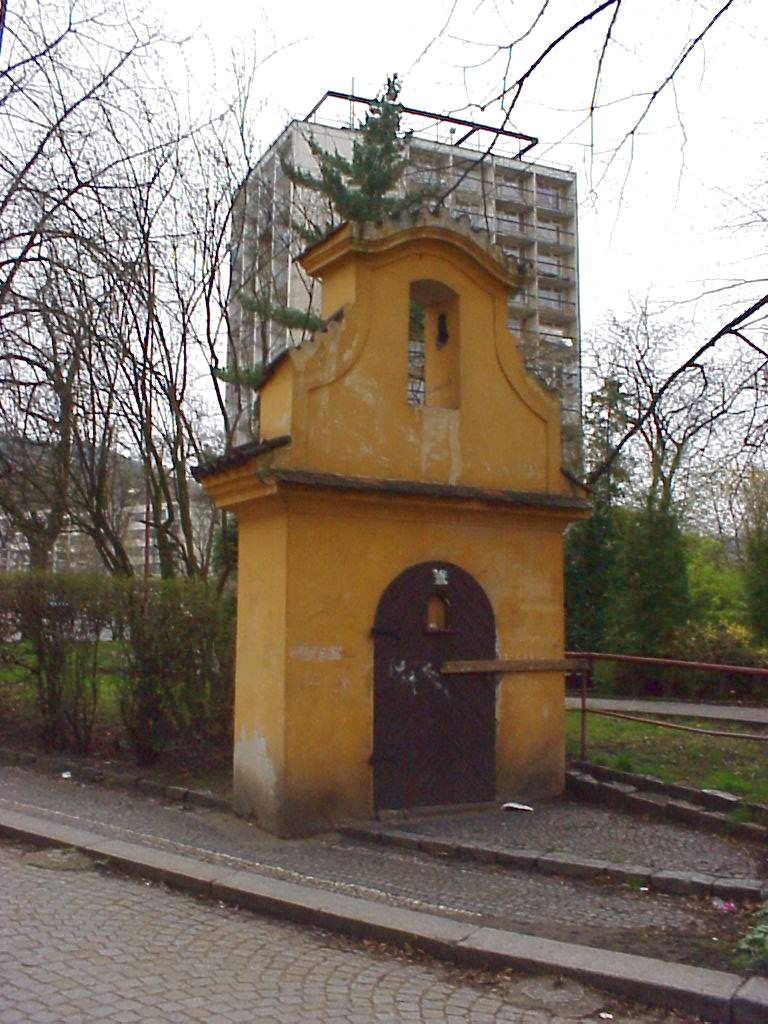
Kaple v Neštěmicích v roce 2001 (zanedbaná)
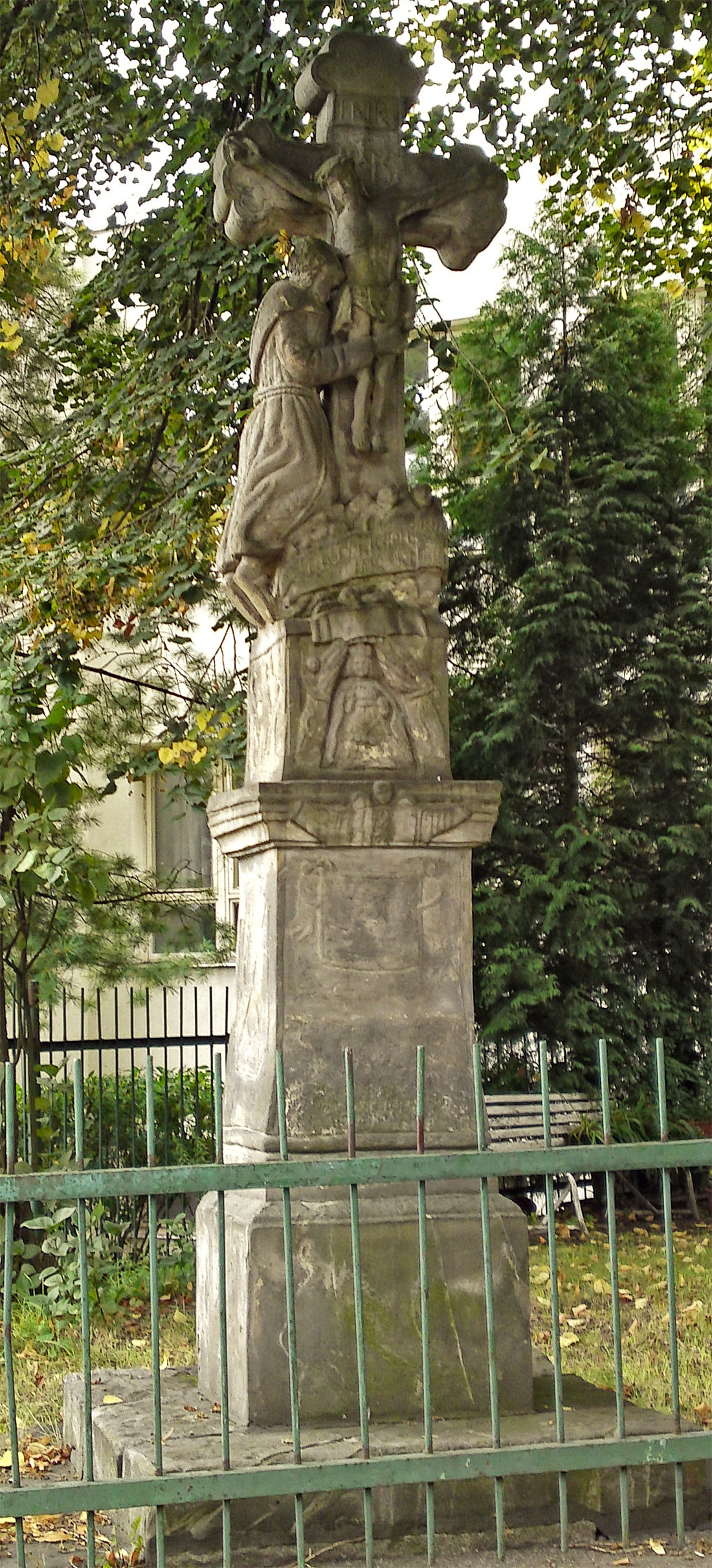
Kříž v Neštěmicích
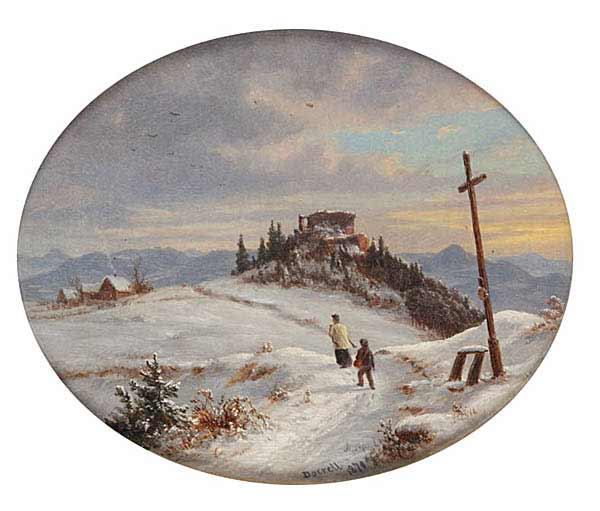
Zimní krajina se zříceninou hradu Blansko s knězem, obraz od E.G. Doerella z roku 1870